# 基姆·谢尔斯特伦
基姆·谢尔斯特伦（瑞典語：Kim Källström，1982年8月24日—），瑞典足球运动员，司職中場。

## 生平
谢尔斯特伦出身於瑞典哥德堡的赫根，直到2002年轉會至佐加頓斯之后，他開始嶄露頭角。在球會裡他藉自己优秀的進攻组织和插上破门能力，帮助球队连续两年获得瑞超冠军。
由于他出生于哥德堡，外界普遍认为他将与家乡的哥德堡签约。然而在2004年初，谢尔斯特伦却选择了转会至以善于培养年轻球员著称的法甲球队雷恩。与他同时转会的还有他在佐加頓斯的队友、瑞典国门伊薩臣。
谢尔斯特伦在2001年第一次代表国家队出场，对手是芬兰。之后他代表国家队参加2004年欧锦赛，多次替补上场有不错的发挥。2006年他作为国家队成员参加了德国世界杯，虽然在一些场次中代替史雲遜首发，但他却和全队一样表现平平。
2006年5月26日，谢尔斯特伦与法甲五届冠军球队里昂签约。
世界杯之后，谢尔斯特伦开始作为常备成员，为国家队征战2004年欧锦赛预选赛。在2006年10月11日对阵冰岛的比赛中，谢尔斯特伦以一记45码外的超远程吊射破门，帮助瑞典以2:1的比分战胜对手。
2012年7月28日，谢尔斯特伦转会至莫斯科斯巴达。

## 特點
谢尔斯特伦是一名左脚球员，脚法出色，射门力量大。2006年世界杯前夕，他在训练场上的一脚劲射甚至将他的队友、瑞典国家队的主力门将伊薩臣击伤，导致后者缺席了世界杯上瑞典与特立尼达和多巴哥的比赛。此外，他额前留有一绺卷发的特别发型也相当引人注目。

## 榮譽
- 瑞超冠軍：2002、2003
- 英格蘭足總盃冠軍﹕2013-2014